# 三木睦子
三木 睦子（みき むつこ、1917年（大正6年）7月31日 - 2012年（平成24年）7月31日）は、日本の政治運動家、社会活動家。第66代内閣総理大臣三木武夫の妻。三木事務所代表。
全国発明婦人協会、アジア婦人友好会、国連婦人会の各会長、社団法人中央政策研究所理事、国際教育交流協会理事長など役職多数。旧姓は森。

## 来歴・人物

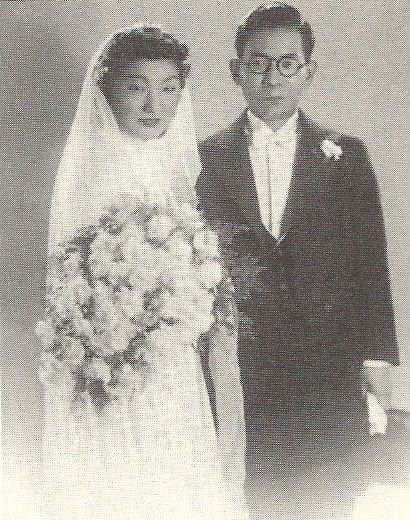
1940年（昭和15年）6月26日、結婚式で武夫と

千葉県出身。森コンツェルン総帥で昭和電工の創業者・森矗昶の次女。この父をはじめ、兄の森曉と森清、弟の森美秀、甥の森英介はいずれも衆議院議員に、また長女の高橋紀世子は参議院議員になっている政治家一族の出身である。また、姉は元昭和電工社長の安西正夫に嫁いでいる。
東京府立第一高等女学校（現東京都立白鷗高等学校）卒業。1940年（昭和15年）に三木武夫と結婚、以後三木が亡くなる1988年（昭和63年）まで48年にわたって夫の政治活動を支える。その頃から、保守傍流で自民党内では左よりだった夫よりも「家庭内左派であった」と語っている。
政治問題に対して積極的に発言している。スタンスは「リベラル」寄りで、北朝鮮との友好にも関心が強く、韓国の金大中大統領がノーベル平和賞を受賞した際は「金正日総書記も一緒に受賞して欲しかった」と発言するなど、親北朝鮮の進歩的文化人の1人。金日成と会った最後の日本人であるとされている。
また、2001年（平成13年）に北朝鮮から長年に渡る日朝友好親善への貢献により、 平壌の万寿台議事堂で親善勲章第一級を授与されている（日本人女性としては4人目）。南北統一を支援する「アジアの平和と女性の役割」シンポの呼びかけ人のほか、日朝国交促進国民協会副会長、「朝鮮の子どもにタマゴとバナナをおくる会」会長、従軍慰安婦たちへの国家賠償を求めるなど活動は多彩。日本国憲法の改定阻止を訴える「九条の会」、「憲法行脚の会」呼びかけ人の一人である。
2012年7月31日、大腸腫瘍のため東京都内の病院で死去。95歳没。生没同日であった。

## 逸話
- 元参議院議員で三木武夫・睦子夫妻の長女・高橋紀世子によると、睦子は当初武夫との結婚に二の足を踏んでいた。実家の森家は京葉の大財閥である一方、三木の実家といえば、徳島では有望な農家でも、その貧富の差は歴然としていた。10歳も年上の武夫は代議士とはいえ、政治の一寸先は闇である。そんな睦子に結婚の決心をさせたのは、仲人を引き受けた時の大蔵大臣・結城豊太郎の「森も三木も因数分解すれば同じじゃないか。木が三つなんだから。嫁ぐなどと考えずに、同じ家に行くと思えば気が楽でしょう」という一言だった。当時のことを睦子は「わたしは頓知で結婚したのよ」と述懐する[3]。
- 安倍寛（安倍晋三の祖父）とは夫婦揃って親交があった。[4]
- 夫・武夫を政治の師と仰ぎ政治家を志し、三木武夫内閣で内閣官房副長官を務めた海部俊樹を若年の頃からとくに可愛がっていたことは有名で、晩年に至ってもメディアの前では憚らず「俊樹ちゃん、俊樹ちゃん」と愛称で呼ぶ姿が知られた。一方で1989年（平成元年）8月の第15回参議院議員通常選挙の自民党敗北という事態を受けて、海部が周囲の要請を受け自由民主党総裁選挙への出馬を決意した際、これを報告しに来た海部に対し「あなたは気の毒だ。自民党がもう少ししっかりしている状態であれば、死に物狂いでやれというところだが、これでは犬死だ」と厳しい言葉も述べたという[5]。

## 著書
- 『信なくば立たず　夫・三木武夫との五十年』（1989年、講談社）ISBN 4062043645
- 『三木と歩いた半世紀』（1993年、東京新聞出版局）ISBN 480830452X
- 『八十歳の夢　孫には負けていられません』（1997年、海竜社）ISBN 4759304908
- 『心に残る人びと』（1997年、岩波書店）ISBN 4000029126
- 『土のぬくもり』　三木睦子陶芸作品集（1997年、芸術新聞社　ISBN 4875862318）
- 『毎日あきれることばかり』（2001年、アートン）ISBN 4901006223
- 『戦争で得たものは憲法だけだ　憲法行脚の思想』（2006年、七つ森書館）共著：香山リカ、姜尚中、斎藤貴男、土井たか子、城山三郎、森永卓郎、佐高信ほか
- 『憲法九条、あしたを変える　小田実の志を受けついで』（2008年、岩波ブックレット）共著：井上ひさし、梅原猛、玄順恵、奥平康弘、澤地久枝、加藤周一、鶴見俊輔
- 『総理の妻　三木武夫と歩いた生涯』（2011年、日本経済評論社）